# BMW X7
BMW X7是BMW生產的一款休旅車，也是BMW的旗艦運動活力車（Sports Activity Vehicle，SAV）。這款車型在2014年3月公佈概念，並在2018年10月17日正式亮相，在線接受訂單。BMW X7將在2019年3月開始在經銷商處開始發售。
BMW在2017年法蘭克福車站公佈了BMW X7。2018年，BMW X7開始在美國南卡羅來納州格里爾生產。該車是目前寶馬最昂貴及體積最大的SUV。

## 外部連結
- 官方网站